# Lakier do włosów (film 2007)
Lakier do włosów (ang. Hairspray) – amerykański musical filmowy z 2007 roku w reżyserii Adama Shankmana.

## Obsada
- John Travolta – Edna Turnblad
- Nikki Blonsky – Tracy Turnblad
- Michelle Pfeiffer – Velma von Tussel
- Christopher Walken – Wilbur Turnblad
- Amanda Bynes – Penny Pingleton
- James Marsden – Corny Collins
- Queen Latifah – Motormouth Maybelle
- Brittany Snow – Amber von Tussel
- Zac Efron – Link Larkin

i inni

## Lista utworów
- "Good Morning Baltimore" – Tracy
- "The Nicest Kids in Town" – Corny and Council Members
- "It Takes Two" – Link (only coda used)
- "(The Legend of) Miss Baltimore Crabs" – Velma and Council Members
- "I Can Hear the Bells" – Tracy
- "Ladies' Choice" – Link
- "The Nicest Kids in Town (Reprise)" – Corny and Council Members
- "The New Girl in Town" – Amber, Tammy, Shelley, and The Dynamites
- "Welcome to the 60's" – Tracy, Edna, The Dynamites, and Hefty Hideaway Employees
- "Run and Tell That" – Seaweed, Little Inez, and Detention Kids
- "Big, Blonde, and Beautiful" – Motormouth
- "Big, Blonde, and Beautiful (Reprise)" – Edna and Velma
- "(You're) Timeless to Me" – Edna and Wilbur
- "I Know Where I've Been" – Motormouth and Company
- "I Can Wait" – Tracy (deleted song)
- "Without Love" – Link, Tracy, Seaweed, and Penny
- "(It's) Hairspray" – Corny and Council Members
- "You Can't Stop the Beat" – Tracy, Link, Penny, Seaweed, Edna, Motormouth, and Company
- "Come So Far (Got So Far to Go)" – Motormouth, Link, Tracy, and Seaweed (end credits)
- "Mama, I'm a Big Girl Now" – Ricki Lake, Marissa Jaret Winokur, and Nikki Blonsky (end credits)